# Куциян
„Куциян“ е бивша въгледобивна мина в Перник, България.
През октомври 1945 година комунистическият режим създава там концентрационен лагер, затворените в който са принудени да работят в мината. Лагерът е разширен през 1948 година и остава един от основните в страната до 1950 година, когато заедно с повечето други лагери е закрит и затворените в него са прехвърлени в „Белене“.